# Kéti Garbí
Katerína "Kéti" Garbí, em grego Κατερίνα "Καίτη" Γαρμπή, (Egáleo, Atenas, 8 de junho de 1961) é uma cantora de música pop da Grécia.

## Carreira
Sua carreira se estendeu por mais de 35 anos, com mais de 2 milhões de discos vendidos na Grécia e no exterior.  A discografia de Garbi é marcada por vários lançamentos multi-platina, incluindo Arhizo Polemo (1996) e Evaisthisies (1997), dois dos álbuns mais vendidos da década. Garbi representou a Grécia no Festival Eurovisão da Canção 1993 com a canção "Ellada, chora tou fotos", ficando em nono lugar. Mais tarde, ela alcançou seu maior sucesso comercial com To Kati (2000) em termos de vendas de unidades. Ao longo dos anos, Garbi ganhou 11 Pop Corn Music Awards, incluindo três de Álbum do Ano e um Arion Music Award. Em 14 de março de 2010, Alpha TV classificou-a entre as artistas femininas mais certificadas na era fonográfica da Grécia (desde 1960).

## Discografia
- Álbuns de estúdio
  - Prova (1989)
  - Gyalia Karfia (1990)
  - Entalma Silepseos (1991)
  - Tou Feggariou Anapnoes (1992)
  - Os Ton Paradeiso (1993)
  - Atofio Hrysafi (1994)
  - Arhizo Polemo (1996)
  - Evaisthisies (1997)
  - Hristougenna Me Tin Katy (1998)
  - Doro Theou (1999)
  - To Kati (2000)
  - Apla Ta Pragmata (2001)
  - Emmones Idees (2003)
  - Eho Sta Matia Ourano (2005)
  - Pos Allazei O Kairos (2006)
  - Kainourgia Ego (2008)
  - Pazl (2011)
  - Buona Vita (2013)
  - Perierges Meres (2013)
  - Spase Tous Deiktes (2017)
- EPs
  - Ksipoliti Horevo (1995)
  - Ti theloune ta matia sou (2000)
  - Remix Plus (2002)
  - Mia Kardia (2002)
  - Galazio Kai Lefko (2004)
- Álbuns ao vivo
  - 18 Hronia Live (2007)
  - 30 Hronia Katy Garbi (Live Katrakio 2019) (2020)
- Álbuns de compilação
  - To Kati (2000)
  - Apo Kardias (2013)